# Mons Moro
Der Mons Moro, nicht zu verwechseln mit dem Monte-Moro-Pass, ist ein Berg auf dem Erdmond. Sein Durchmesser beträgt rund 10 km. Er erhielt seinen Namen 1976 nach dem italienischen Geowissenschaftler Anton Lazzaro Moro.